# Жуан Віктор (футболіст, 1988)
Жуан Віктор де Альбукерке Бруно (порт. João Victor de Albuquerque Bruno, нар. 7 листопада 1988, Олінда) — бразильський футболіст, опорний півзахисник індійського клубу «Гайдарабад».
Виступав за юнацьку збірну Бразилії.

## Клубна кар'єра
У дорослому футболі дебютував 2006 року виступами за команду «Наутіко Капібарібе». Згодом також грав на батьківщині за «Сан-Каетану» та «Можі-Мірім».
На початку 2009 року перебрався до Узбекистану, уклавши контракт з «Буньодкором», у складі якого двічі, у 2009 і 2010 роках ставав чемпіоном країни. На момент здобуття клубом другого із цих титулів сам гравець вже виступав в Іспанії, де з серпня 2010 року став гравцем «Мальорки». Відіграв за клуб з Балеарських островів п'ять сезонів своєї ігрової кар'єри.
2015 року уклав контракт з кіпрським «Анортосісом», у складі якого провів наступні чотири роки своєї кар'єри гравця, після чого протягом 2019—2020 років грав за катарський «Умм-Салаль» та грецький ОФІ.
Влітку 2020 року уклав однорічний контракт з індійським «Гайдарабадом». За рік клуб подовжив з гравцем, що встиг стати важливою фігурою у його півзахисті, контракт ще на два роки.

## Виступи за збірну
2006 року дебютував у складі юнацької збірної Бразилії (U-19), загалом на юнацькому рівні взяв участь у 8 іграх, відзначившись одним забитим голом.

## Титули і досягнення
- Чемпіон Узбекистану (2):

«Буньодкор»: 2009, 2010
- Володар Кубка Узбекистану (1):

«Буньодкор»: 2010
- Переможець Індійської суперліги (1):

«Гайдарабад»: 2021–2022